# В’язовий (Ульяновська область)
В’язовий (рос. Вязовой) — селище в Ніколаєвському районі Ульяновської області Російської Федерації.
Населення становить 180 осіб. Входить до складу муніципального утворення Канадейське сільське поселення.

## Історія
Від 2004 року входить до складу муніципального утворення Канадейське сільське поселення.

## Населення
| 2010 |
| ---- |
| 180  |